# Паленке
Пале́нке (ісп. Palenque ісп. вимова: [pa'leŋke]; юкатек. Bàakʼ [ɓaːkʼ]) — археологічне місто та історичне поселення мая, біля річки Усумасінти у мексиканському штаті Чіапас, у точці з координатами 17°29′0″ пн. ш. 92°2′59″ зх. д. / 17.48333° пн. ш. 92.04972° зх. д., приблизно за 130 км на південь від міста Сьюдад дель Кармен (див. карту). Це місто середніх розмірів, менше порівняно з такими величезними містами, як Тікаль або Копан, але у ньому знайдено прекрасні та найкраще збережені зразки архітектури, скульптури і барельєфів класичної цивілізації мая. Існувало приблизно з 226 до н. е. до 799 року.

## Назва
Після прибуття іспанців до Чіапасу руїни міста протягом тривалого часу лишалися невідомими. Першим європейцем, який відвідав руїни та опублікував їхній опис, був отець Педро Лоренсо де ла Нада, в 1567 році. У той час місцевою мовою мая Чоль руїни називалися «Отолум» (Otolum), що означає «земля з міцними будинками». Де ла Нада грубо переклав цю назву іспанською мовою, давши місту назву «Palenque» — «огорожа», маючи на увазі фортифікаційні споруди. При цьому схожість з ім'ям міфічного героя мая Шбаланке (Ixbalanque) є випадковою. Слово «Паленке» також стало назвою поселення Санто Домінго дель Паленке (Santo Domingo del Palenque), розташованого поблизу руїн.
Після прочитання ієрогліфічних написів стало відомо, що самі давні мая називали це місто Лакам Ха' (Lakam На), що перекладається як «велика вода» або «широка вода». Очевидно, таку назву місто отримало за те, що в його межах було багато джерел та водоспадів. Лакам Ха' (Паленке) була столицею держави мая класичного періоду, яка називалася Баакуль (B'aakal, що означає «кістяний» або «місце кісток»).

## Місто класичного періоду

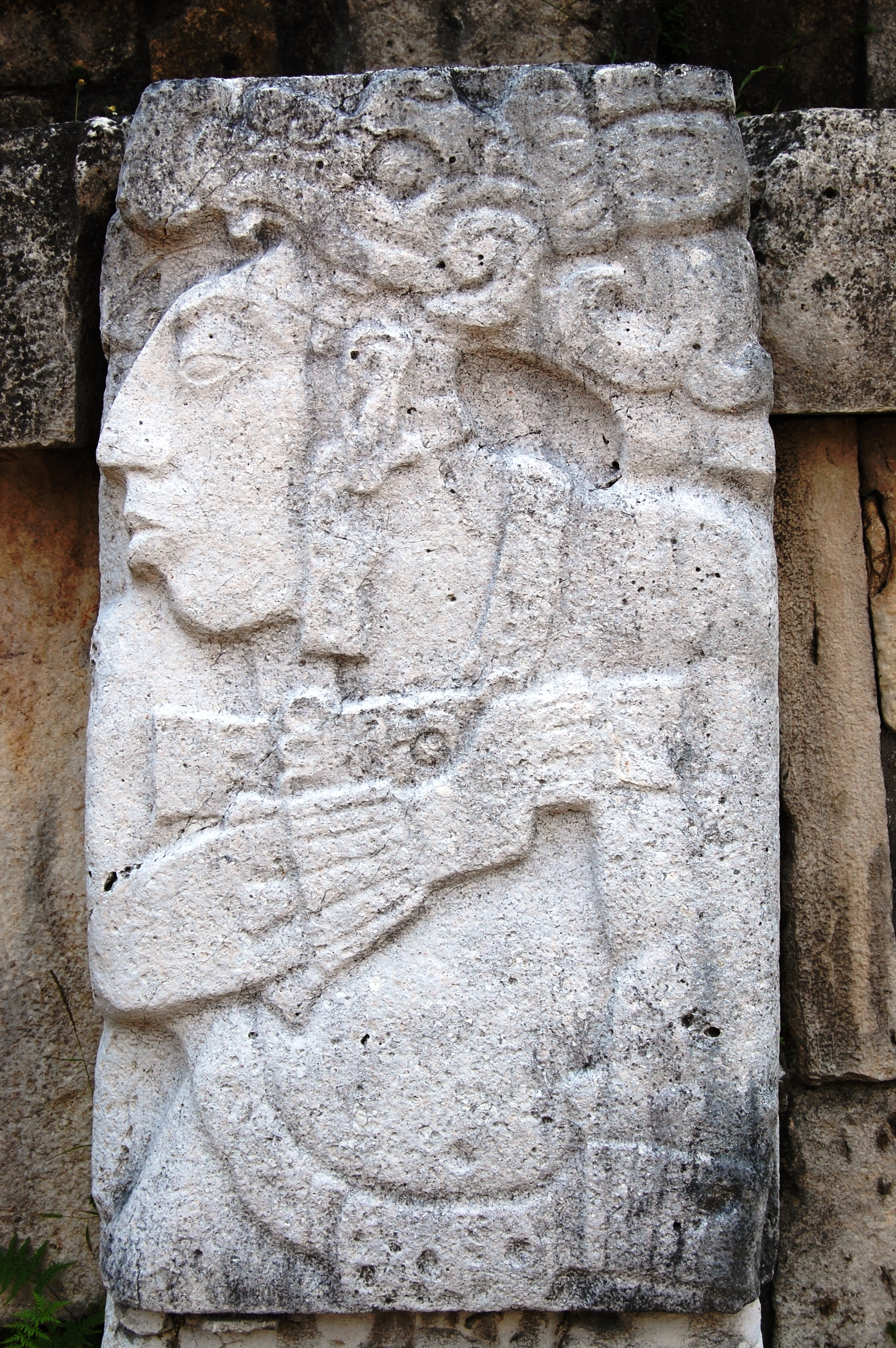

Хоча поселення на території Паленке існувало ще в середині докласичного періоду, великого значення воно набуло лише кількома століттями пізніше. Перші з відомих зараз великих споруд було збудовано близько 600 року. Розташований у західній частині території мая, Баакуль був великим і важливим центром від V до IX століття.
Баакуль мав мінливу історію, переживав часи слави та невдач. Його царі укладали союзи та вели війни. Політична вага міста змінювалася кілька разів. У 599 і 611роках Баакуль зазнавав тяжких поразок від Калакмуля.
У Баакулі з 615 до 683 року правив найвідоміший ахав (правитель або цар) мая, Пакаль Великий, гробниця якого, Храм Написів, є однією з найпрекрасніших у Месоамериці. Цей грандіозний храм розташований на вершині високої східчастої піраміди, будівництво якої було завершено у 692 році. У середині Храму було знайдено довгий та детальний ієрогліфічний текст, вирізьблений в камені, що розповідає історію панівної династії та оповідає про звершення Пакаля. Кам'яні сходи від прихованого входу ведуть униз під землю, де знаходиться могила самого Пакаля Великого.

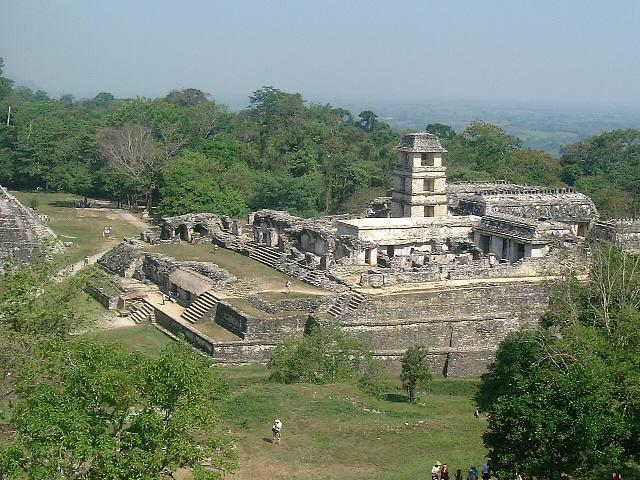
«Палац», руїни Паленке